# Rue Edmond-About
La rue Edmond-About est une voie du 16e arrondissement de Paris, en France.

## Situation et accès
La rue Edmond-About est une voie publique située dans le 16e arrondissement de Paris. Longue de 76 mètres, elle commence 17, rue de Siam et 1, rue Guy-de-Maupassant et finit 46, boulevard Émile-Augier.
Non loti, le pont qui surplombe la tranchée ferroviaire en friche comprise entre le boulevard Émile-Augier et le boulevard Jules-Sandeau fait partie de l'emprise de la rue. La rue Edmond-About est poursuivie, à l'ouest, par la rue Édouard-Fournier. 
Le quartier est desservi par la ligne C du RER, à la gare de l'avenue Henri-Martin et par la ligne 9 du métro, à la station Rue de la Pompe.

## Origine du nom

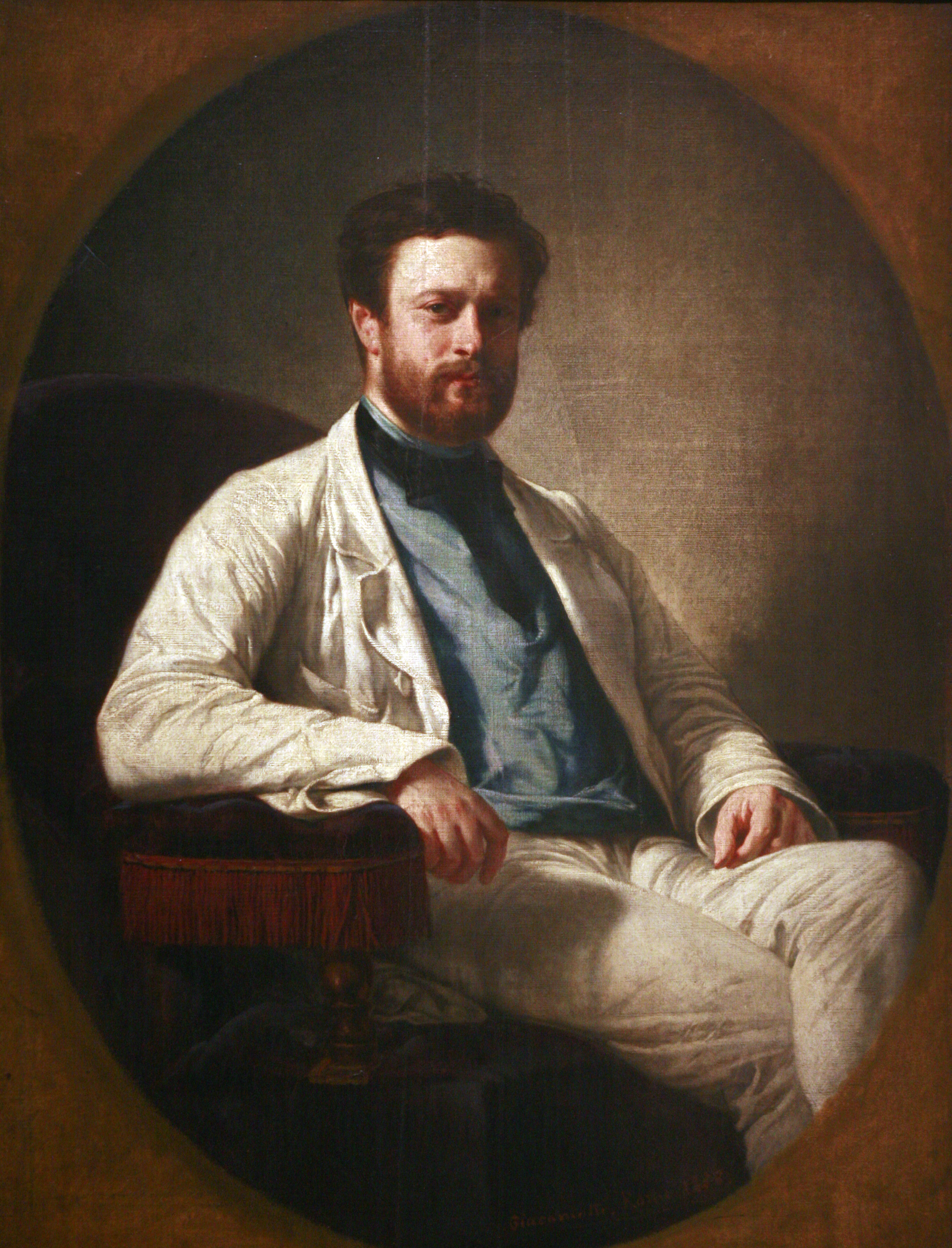
Portrait d’Edmond About (1858).

Au croisement avec le boulevard Émile-Augier.

Elle a été nommée en l'honneur du littérateur français Edmond François Valentin About (1828-1885).

## Historique
Cette voie est ouverte sous sa dénomination actuelle par un arrêté du 28 décembre 1894. Elle est percée sur le site de l'ancien jardin fleuriste de la Muette. Les rues voisines Édouard-Fournier, Eugène-Labiche, Guy-de-Maupassant et Octave-Feuillet sont percées au même moment, dans le cadre du réaménagement du quartier,.
En 1906, des maçons en grève, après une réunion à la bourse du travail, tentent de débaucher les ouvriers travaillant sur des chantiers de construction situés dans le quartier, boulevard Émile-Augier, rue Edmond-About, rue de Franqueville, etc. En arrivant rue Edmond-About, ils se heurtent à une compagnie d’infanterie et à un escadron de dragons. Des violences s’ensuivent et une trentaine d'individus sont arrêtés.